# Smart People
Smart People è una commedia del 2008 diretta da Noam Murro ed interpretato da Dennis Quaid e Sarah Jessica Parker.
Il film è stato girato a Pittsburgh, Pennsylvania; alcune scene sono state girate alla Carnegie Mellon University. È stato presentato al Sundance Film Festival del 2008, e pubblicato negli Stati Uniti l'11 aprile 2008, mentre in Italia è stato distribuito nel 2011 solo in DVD.

## Trama
La vita di un professore, distrutto e inacidito dalla morte della moglie, viene nuovamente sconvolta dall'arrivo di un nuovo amore e da una visita alquanto inaspettata.

## Critica
Su Rotten Tomatoes il 50% delle recensioni raccolte su Smart People sono positive. Anche il New York Times ha recensito positivamente il film, elogiando profili psicologici dei personaggi, sottolineando che la storia "a differenza delle varie commedie la trama sembra più uno sfondo, sono in realtà le reazioni dei vari personaggi alle situazioni a fare da motore al film".

## Incassi
Durante il primo week-end di programmazione, il film ha incassato, nelle sale statunitensi e canadesi, circa 4.200.000 di dollari. E ha incassato nel mondo più di 9 milioni.

## Colonna sonora
La colonna sonora del film è stata pubblicata l'8 aprile 2008.
Testi e musiche di Nuno Bettencourt, Baby Animals.
1. This Is Your Life
2. Q.P.D.
3. Stitch
4. Early Checkout
5. Need I Say More
6. Rush You
7. Lotus
8. Flow
9. You Still Need Me
10. School Girl Crush
11. If Only
12. Hamburger In Bed
13. Pursuit of Happiness